# ناثانيل روزين
ناثانيل روزين (بالإنجليزية: Nathaniel Rosen)‏ هو معلم موسيقى أمريكي، ولد في 9 يونيو 1948 في ألتادينا في الولايات المتحدة.

## وصلات خارجية
- ناثانيل روزين على موقع ميوزك برينز (الإنجليزية)
- ناثانيل روزين على موقع أول ميوزيك (الإنجليزية)